# Grafenaschau
Grafenaschau este o localitate din comuna Schwaigen din landul Bavaria, Germania, la 77 de km sud de München, situată la poalele masivului Ammergau din Alpii Bavariei.
1. ↑   https://www.bavarikon.de/object/odb:BSB-ODB_S00014107, accesat în 8 decembrie 2024 Lipsește sau este vid: |title= (ajutor)
2. ↑  Amtliches Ortsverzeichnis für Bayern
3. 1 2   https://www.bayernportal.de/dokumente/behoerde/41107790716/ortsteile, accesat în 8 decembrie 2024 Lipsește sau este vid: |title= (ajutor)
4. ↑   https://www.geonames.org/2918367/grafenaschau.html, accesat în 8 decembrie 2024 Lipsește sau este vid: |title= (ajutor)